# Guerres Marcomanes
Les Guerres Marcomanes (anomenades pels Romans bellum Germanicum o expeditio Germanica) foren una sèrie de guerres que duraren més de dotze anys, des del 166 al 180, entre l'Imperi Romà i diversos pobles germànics de l'alt i mitjà Danubi, principalment els Marcomans i els Quades. L'emperador romà Marc Aureli va dedicar la major part del seu regnat intentant contenir les invasions germàniques i va ser durant les seves campanyes contra aquests pobles que va començar a escriure la seva obra Meditacions.

## Rerefons

Tribus germàniques d'Europa Central en el. Els Marcomans i els Quades ocupaven la moderna Bohèmia.

Durant els anys que van seguir el regnat d'Antoní Pius, l'Imperi Romà va començar a ser assetjat per tots costats. A l'orient, els Romans es van enfrontar amb l'Imperi Part entre el 161 i el 166, i malgrat que les tropes liderades per Marc Aureli i Luci Ver van resultar vencedores, la guerra va tenir unes conseqüències tan inesperades com devastadores. Els legionaris van retornar a casa portant amb ells una plaga desconeguda (anomenada pesta antonina), que es cobraria uns 5 milions de víctimes, delmant la població de l'Imperi i les seves guarnicions. Al mateix temps, a l'Europa Central esdevenien els primers moviments de les grans migracions, amb els Gots desplaçant-se cap a l'oest sobre els territoris de les tribus germàniques. Com a conseqüència, aquestes començaren a llençar ràtzies sobre la frontera nord de l'Imperi, particularment a través del Danubi i a la Gàl·lia.

## Primera guerra marcomana

### Primeres invasions
A principis del 162 i de manera continuada fins al 165, els Cats i els Caucs intentaren sense èxit invadir les províncies de Rècia i la Germània Superior, però foren rebutjats. Prenent el relleu, l'any 167 uns 6.000 Longobards, Ubis i Lacrings invadiren Pannònia, però també foren derrotats per la guarnició local, unitats de la Legió I Adiutrix liderades per Càndid i l'Ala I Ulpia Contariorum comandada per Macrí Víndex. El governador militar de la regió, Marc Jall Bas, va iniciar negociacions amb 11 tribus germàniques, que escolliren Ballomar, rei del Marcomans, com mediador. Les dues parts van acordar una treva i les tribus van acceptar retirar-se de territori romà temporalment, però no a llarg termini. Aquell mateix any, els asdings, els lacrings de nou i els iazigs envaïren Dàcia i fins i tot donaren mort al governador de la província, Calpurnius Proculus. Com a resposta, els romans desplaçaren a la regió la Legió V Macedònica, veterana de les campanyes contra els Parts, des de Mèsia.

### Primera expedició romana (168)
Degut a les baixes que la pesta estava causant entre la població i les legions, Marc Aureli no va poder fer més que esperar abans de passar a l'ofensiva. Un any més tard, el 168, va marxar sobre Aquileia juntament amb Luci Ver, on va establir la seva base. Els dos coemperadors van reorganitzar les defenses d'Itàlia i Il·líria i van reclutar dues noves legions, la Legió II Italica i la Legió III Italica, amb les que van creuar els Alps cap a Pannònia. Els Marcomans i els Victovals, que havien creuat el Danubi per invadir la regió, es retiraren en veure l'exèrcit imperial i fugiren. Els Romans retornaren a Aquileia per passar l'hivern, però en el camí, el gener del 169, Luci Ver va morir. Marc Aureli va retornar a Roma per organitzar el funeral del seu gendre.

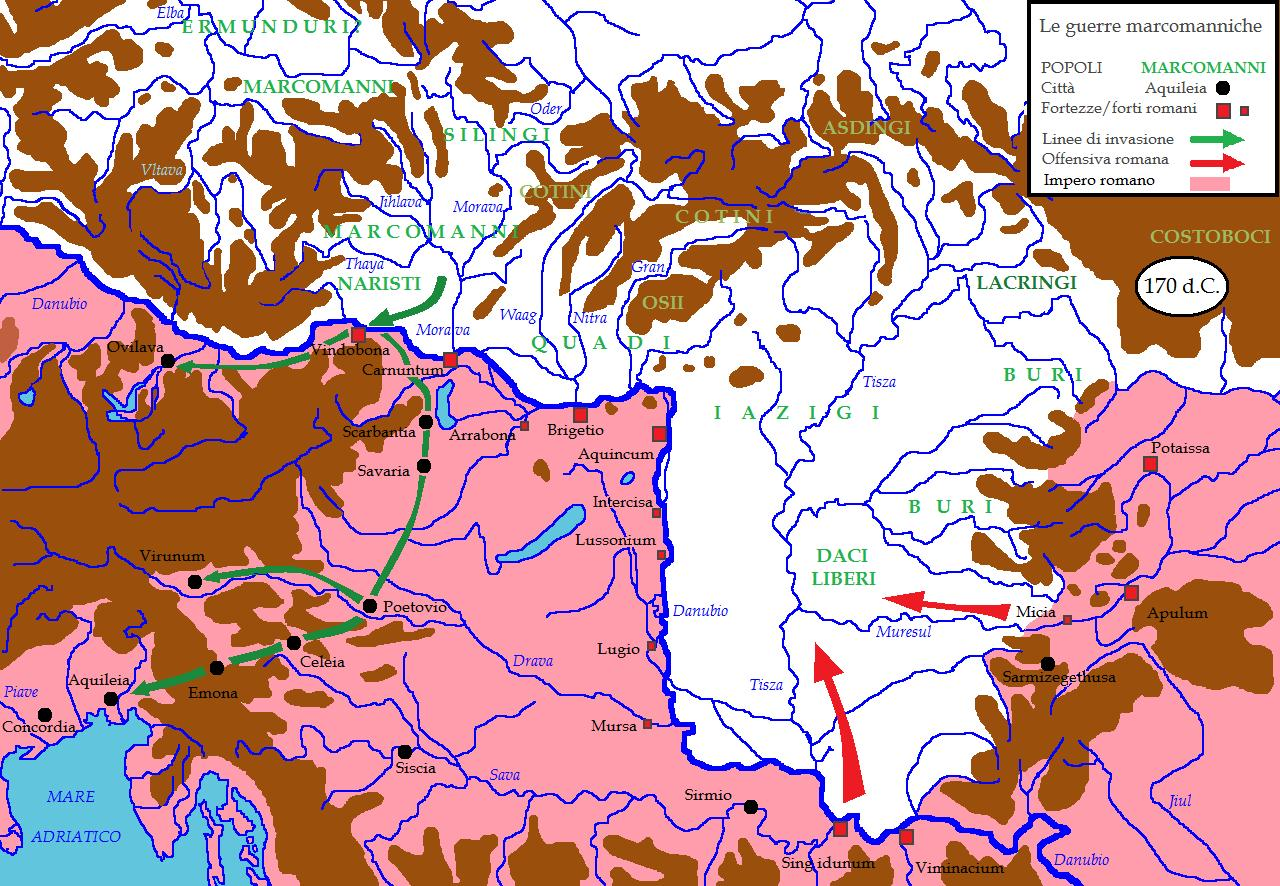
Expedició romana contra els Iazigs

Mentrestant, l'exèrcit avançava per la vall del riu Tisza per atacar els Iazigs, que vivien entre el Danubi i la província romana de Dàcia. Durant els primers enfrontaments, els Iazigs derrotaren les tropes romanes i mataren el seu comandant, Marc Claudi Frontó, governador de Mèsia. Frontó fou reemplaçat per Sextus Calpurnius Agricola, qui va continuar amb èxit la campanya contra els Iazigs i va aprofitar per fortificar diverses ciutats, entre elles la capital Sarmizegethusa. Malgrat tot, mentre els Romans es concentraven en aquesta campanya, altres pobles germànics aprofitaren per invadir el seu territori: a l'est, Roxolans i Costobocs saquejaven Tràcia, sense defenses des de la partida de la Legió V Macedònica. Després continuaren baixant pels Balcans i arribaren fins a Grècia, on anorrearen el temple d'Eleusis, a prop d'Atenes.
Agrícola va ser nomenat governador de Dàcia i coordinant les tropes d'aquesta província i les establertes a Mèsia, finalment aconseguiria expulsar els invasors, mentre Didi Julià, governador de la Gàl·lia Belga, derrotava els Cats amb una sola legió, la Legió XIII Primigènia.
El Llegat Tiberi Claudi Pompeià va assumir el comandament de les tropes romanes, i la victòria li donaria prestigi suficient per casar-se amb Ànnia Lucil·la, filla de Marc Aureli i vídua de Luci Ver.

### La Gran Invasió Germànica del 170
La invasió més important i perillosa pel Romans fou la que emprengueren els Marcomans el 170. El seu cabdill, Ballomar, havia format una coalició de tribus i la primavera del 170, una gran massa de guerrers va penetrar en territori romà entre Vindobona (actual Viena) i Brigetio, arrasant les guarnicions de la frontera i aprofitant que el gruix de l'exèrcit romà encara estava en campanya contra els Iazigs. Van avançar cap al sud i part de les seves forces van atacar el campament de la Legió I Adiutrix, comandada pel futur emperador Pèrtinax, qui els va rebutjar. Un altre grup va atacar Noricum, mentre Ballomar s'enfrontava els Romans a prop de Carnunt, on va derrotar una força de 20.000 legionaris. Després van creuar la Pannònia arrasant diverses ciutats, creuaren els Alps i entraren en la Gàl·lia Cisalpina, on saquejaren Opitergium (Oderzo) i posaren setge a Aquileia. Aquest era el primer cop que forces hostils invadien territori italià des del 101 aC, quan Gai Mari va derrotar els Cimbres i els Teutons.
El prefecte del pretori, Titus Furius Victorinus, es va posar al davant d'un exèrcit format per deu cohorts de la guàrdia pretoriana, més diverses cohorts urbanes i mariners de les flotes, sumant uns 20.000 homes per intentar alliberar la ciutat, però abans d'arribar-hi, els germànics van caure sobre ells i els derrotaren, matant a Victorinus.

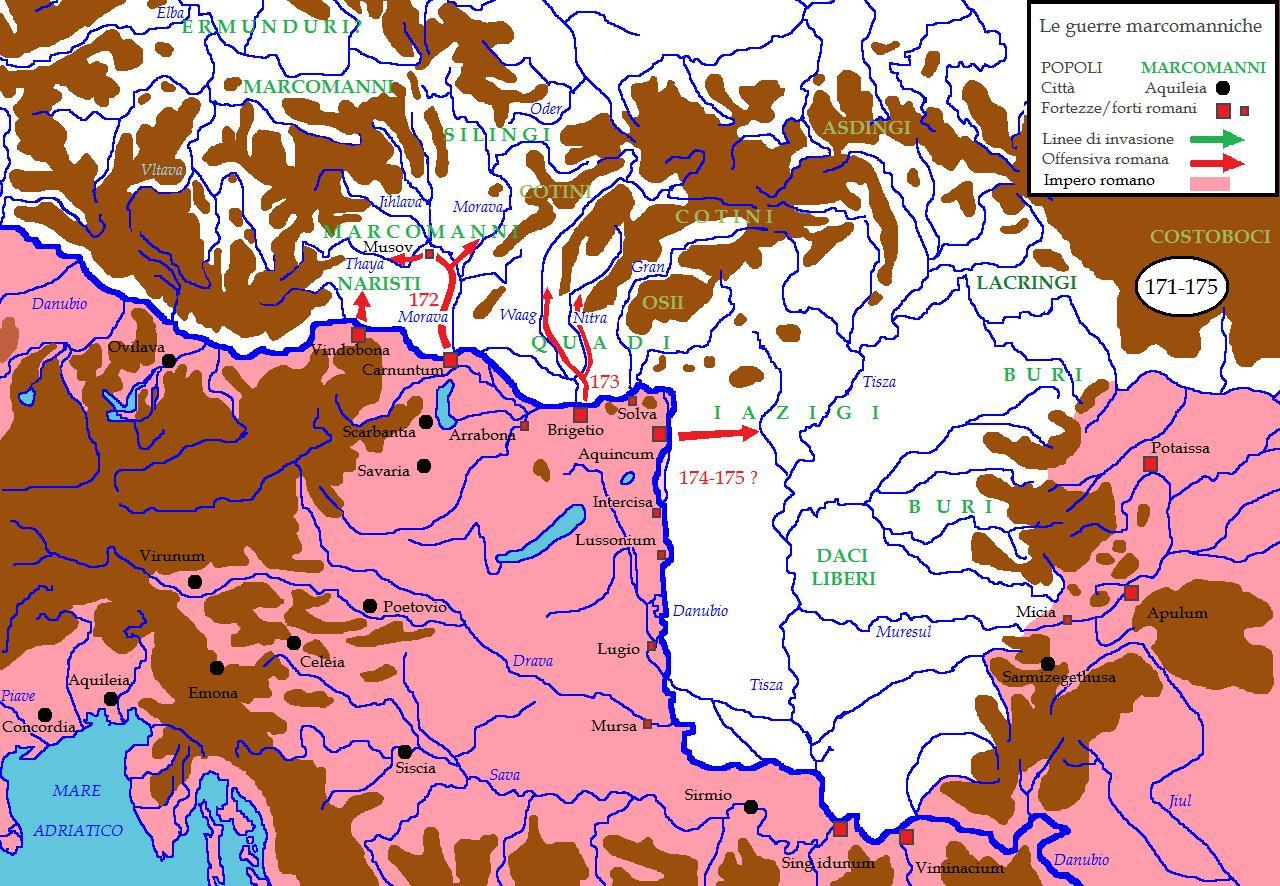
Contra ofensiva romana a través del Danubi.

Malgrat tot, els Romans havien guanyat temps per organitzar-se i Marc Aureli va començar a desplaçar tropes des de les fronteres contra Ballomar. El seu pla era atrapar els germànics entre les tropes que avançaven des de Roma i des de Pannònia per aniquilar-los a Aquileia.
Quan els germànics foren conscients del perill, començaren a retirar-se, deixant enrere el territori italià a finals del 171. Després seguiren tota una sèrie de negociacions de pau amb els Quades i els Iazigs, mentre els Asdings i els Lacrings es convertien en aliats de Roma.

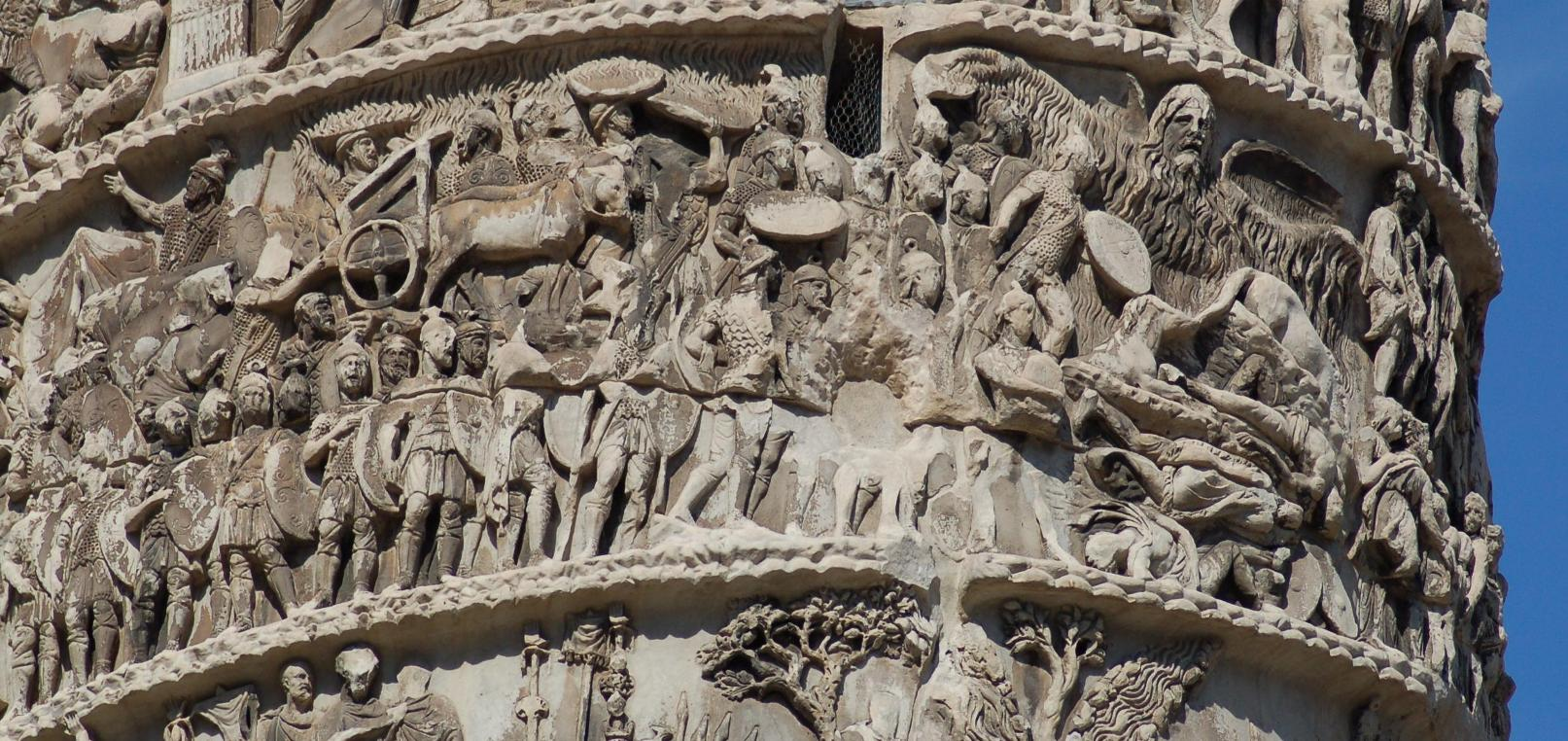
El "Miracle de la pluja", de la columna d'Aureli, on un déu de la pluja salva els Romans.

### Segona expedició romana
Malgrat els tractats de pau, Marc Aureli desconfiava dels germànics i va planejar expulsar a tots aquells que encara quedaven en territori italià.
Publi Helvi Pèrtinax es va posar al capdavant de la Legió I Adiutrix i va atacar els germànics que quedaven a Raetia i Noricum. Marc Aureli, per la seva part, es va dirigir a Carnunt, on va reunir un formidable exèrcit compost per deu legions: les I i II Adiutrix, les I, II i III Itàliques, X i XIV Gèmines, XVI Clàudia, I Minèrvia i XII Fulminata. També s'hi afegiren vexillatios de set legions diferents i un nombre desconegut d'auxiliars, sumant 120.000 soldats. Per finançar aquest exèrcit, l'emperador es va veure obligat a vendre algunes de les possessions personals, doncs el tresor estava esgotat després de la guerra amb els Parts i les conseqüències de la pesta.
El 171, Marc Aureli obtenia una gran victòria al creuar el Danubi i entrar en territori dels Quades, a qui va derrotar, sent proclamat Imperator. Malgrat tot, els Quades derrotarien els Romans a Siseuma, matant al general romà Macrí Víndex.
Un any més tard, Marc Aureli va avançar contra els Marcomans amb sis legions. Van seguir el curs del Riu Morava i van construir la fortificació de Musov, que seria la seva base d'operacions, en mig del territori dels Marcomans. Aquests i els seus aliats els Varistis i els Cotins, conscients de la superioritat de les legions romanes en camp obert, decidiren retirar-se i llençar atacs sorpresa contra les guarnicions enemigues, si bé els Romans responien atacant i massacrant poblacions senceres, esclavitzant a tots els seus habitants.
Durant aquesta campanya va tenir lloc el fet conegut com el miracle de la pluja, quan una gran força de Marcomans i Quades van aconseguir rodejar el campament on es trobava Marc Aureli amb la Legió XII Fulminata. Els Romans van resistir com van poder, malgrat la calor i la sed, però quan estaven a punt de cedir, va caure un llamp sobre la torre d'assalt dels germànics, que es va incendiar. Tot seguit va caure una forta pluja que va fer desistir els atacants. Aquest suposat miracle fou atribuït per alguns a les oracions dels soldats cristians, mentre altres mencionen el mateix Marc Aureli oferint un sacrifici als seus déus just abans de la tempesta. Fos com fos, la moral dels legionaris es va incrementar i els va permetre sortir en persecució dels Marcomans, qui finalment van rendir-se a l'emperador. Les condicions del tractat de pau foren molt dures i Marc Aureli va exigir gran part del bestiar dels germànics, cavalls i 13.000 presoners que foren enviats a Itàlia per repoblar-la.
Els Nariscs també foren castigats pels Romans; una expedició imperial va partir des de Vindobona entrant en el seu territori l'hivern del 172-173. Durant la batalla, l'oficial de cavalleria Marc Valeri Màxim va matar amb la seva pròpia espasa al cabdill narisc Valao i quan 3.000 guerrers es rendiren, foren empresonats i enviats a territori romà. Maximianus fou elogiat per l'emperador i premiat amb el cavall, guarniments i armes del cabdill caigut.
Amb aquesta campanya, Marc Aureli va aconseguir finalment sotmetre a Marcomans, Cotins i Nariscs i el Senat romà li va concedir el títol de "Germanicus".
El 173 Roma derrotava els Quades i pacificava els territoris de les actuals Moràvia, Bohèmia i Eslovàquia. 15.000 presoners foren enviats a la regió de Ravenna per repoblar-la, amb petits grups establint-se a la Gàl·lia Cisalpina. La resta de l'any, els Romans llançaren expedicions contra els Lacrings, Hermundurs, Vàndals, Victovals i Asdings.
No trigaren gaire els Quades a rebel·lar-se, farts de l'ocupació romana, així que deposaren el rei imposat pels Romans, Furtius, i li retornaren la corona a Areogaesus. Marc Aureli, però, els va tornar a derrotar fàcilment i Areogaesus fou capturar i exiliat a Alexandria. Aquest cop, cap al 174, els Quades foren totalment sotmesos i en el seu territori s'aixecaren diversos fortins romans.

### Expedició contra els Sàrmates
Els Romans concentraren la seva atenció en els Iazigs que vivien a la vora del riu Tisza. Partint de Pannònia, les legions creuaren el Danubi i atacaren els Iazigs des de l'oest. El pla de Marc Aureli era convertir totes les terres al nord de Noricum i la Pannònia Superior en una nova província anomenada Marcomania, i la plana entre el Danubi i la Dàcia en una segona anomenada Sarmàtia.
Després de les primeres victòries romanes, el rei Iazig Zanticus va signar un tractat de pau, entregant 100,000 presoners Romans i una força de 8.000 genets, 5.500 dels quals foren enviats a Britànnia. Amb la victòria, Marc Aureli es va guanyar el títol de "Sarmaticus".
Si Marc Aureli tenia intenció de continuar lluitant contra altres tribus, la revolta que va esclatar a Síria va trencar tots els seus plans. El general Avidi Cassi s'havia revoltat i l'esposa de Marc Aureli, Faustina la Menor, sabent de la mala salut de l'emperador, es va oferir al rebel. Avidi va difondre la falsa notícia que Marc Aureli havia mort, però quan aquest va reaccionar enviant tropes a l'est, Avidi fou assassinat pels seus propis homes.
Marc Aureli va retornar llavors a Roma, per primer cop en 8 anys. El 27 de novembre va celebrar un triomf per la seva victòria sobre els germànics i el 23 de desembre un altre per la victòria sobre els Sàrmates, acompanyat en totes dues ocasions pel seu fill Còmmode. També es va erigir la columna de Marc Aureli.

## Segona Guerra Marcomana

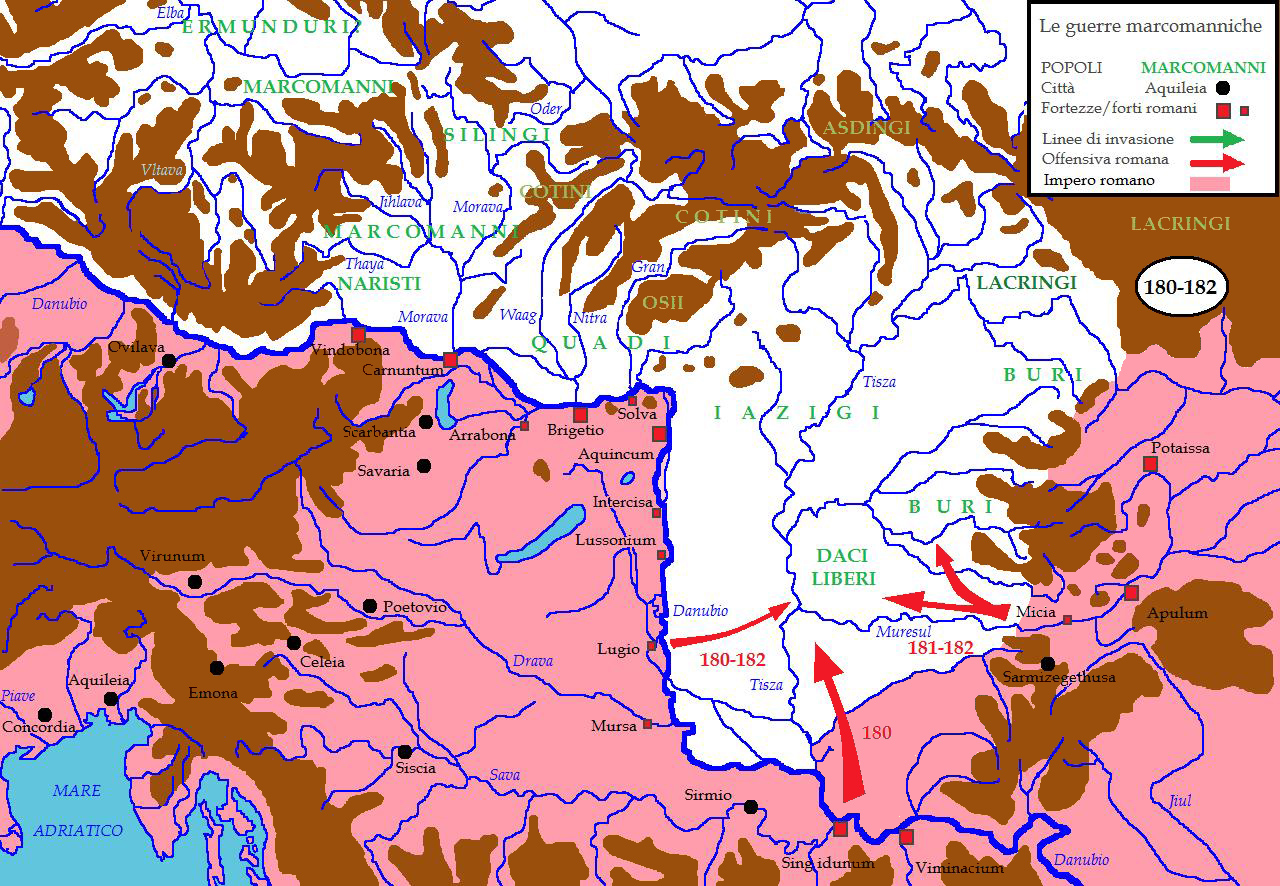
Roman operations 180-182.

El període de pau fou bastant breu. El 177 esclatava de nou la revolta entre els Iazigs i Quades, a qui s'uniren els Marcomans i altres tribus. Els generals romans Candidus Quintilius i Valerius Maximianus, establerts a Musov, els rebutjaren, però l'emperador va decidir tornar cap al nord amb el seu fill Còmmode i 20.000 homes, establint la seva base a Carnunt. El seu pla era atacar primer als Marcomans i després avançar contra els Quades, creant un gran territori defensiu per prevenir futures invasions i destruir l'aliança entre ambdues tribus d'una vegada per totes. Els romans avançaren al llarg dels rius Gran i Waag, aixecant un campament fortificat anomenat Laugaricio (modern Trenčín, Elovàquia), on el general Marcus Valerius Maximianus derrotà els Quades. Aquests fugiren a l'oest, però foren perseguits pel Prefecte del Pretori Publi Tarruntè Patern, qui els va tornar a derrotar.
Per evitar que els germànics fugissin abandonant el territori, Marc Aureli va ordenar a les seves tropes que bloquegessin els passos i ocupes les terres de manera permanent, doncs volia evitar que la futura província romana quedes despoblada. Davant d'això i sabent que no podrien derrotar els romans en camp obert, els germànics adoptaren temporalment una tàctica de guerra de guerrilles, però finalment es decidiren a establir batalla contra Tarruntè Patern l'abril del 179. Un cop més els legionaris romans aconseguiren la victòria i els germànics patiren nombroses baixes i 40.000 guerrers foren fets presoners.
Fou llavors, amb els germànics ja derrotats, quan Marc Aureli emmalaltia i moria a Vindobona (Viena) el 17 de març del 180.
El seu fill Còmmode, en lloc de continuar les campanyes del seu pare i infligir als germànics una derrota definitiva, va acceptar signar un tractat de pau, reclutant 13.000 guerrers quades i 10.000 marcomans per iniciar una campanya contra els Iazigs. Fins a 40.000 legionaris foren retirats del territori.
Després de diverses campanyes dirigides des de Mèsia i la regió de Pannònia entre el 180-182, els Iazigs preferiren fer la pau amb Roma i alliberar 15.000 presoners. Entre els generals romans figuraren destacades figures com Marc Valeri Màxim, Pescenni Níger i Clodi Albí.
Prou satisfet, Còmmode va retornar a Roma on va celebrar un Triomf, malgrat no haver conquerit cap poble. És cert, però, que la frontera de Pannònia va romandre estable per un període de cinquanta anys, fins que el 254 els Marcomans tornaren a entrar en guerra i invadiren la regió, atacant Ràvena.

## Conseqüències
Les guerres varen exposar la feblesa de les fronteres nord de l'Imperi, on la meitat de les legions s'establirien per defensar les terres entre el Danubi i el Rin. L'Imperi va patir grans pèrdues humanes i econòmiques. 319.000 romans foren capturats pels bàrbars i portats al nord del Danubi, sense que mai més se'n sabés res. La manca de població va fer necessària la repoblació per part de colons germànics, que també foren reclutats per suplir les baixes de l'exèrcit.
Per les tribus germàniques, les guerres marcomanes foren el preludi de les grans invasions que acabarien desmembrant l'Imperi Romà d'Occident durant el segle 4 i 5.